# Canton d'Alto-di-Casaconi
Le canton d'Alto-di-Casaconi est une ancienne division administrative française, située dans le département de la Haute-Corse et la collectivité territoriale de Corse. Son chef-lieu était Campitello.

## Histoire
- Le canton d'Alto-di-Casaconi est créé en 1973 par la fusion des cantons de Campile et Campitello.
- Le 1er janvier 2010, le canton, ainsi que trois autres, est retiré de l'arrondissement de Bastia et est rattaché à celui de Corte[1].
- Le canton est supprimé par le décret du 26 février 2014 qui entre en vigueur lors des élections départementales de mars 2015[2]. Il est englobé dans le canton de Golo-Morosaglia.

## Représentation

### Conseillers généraux du Canton de Campile (1833-1973)
- De 1833 à 1848, les cantons de Campile et de La Porta avaient le même conseiller général. Le nombre de conseillers généraux était limité à 30 par département[3].

| Période                                  | Période      | Identité                                       | Étiquette                                                      | Qualité |
| ---------------------------------------- | ------------ | ---------------------------------------------- | -------------------------------------------------------------- | --- |
| 1833                                     | 1845         | Vicomte Tiburce Sebastiani                     | Majorité ministérielle                                         | Lieutenant-général commandant la 17e division militaire Député (1828-1835) Pair de France Elu dans le Canton de Bastia Terranova de 1833 à 1848 |
| 1846                                     | 1852         | Jacques Antoine Gavini de Campile              |                                                                | Conseiller à la cour d'appel de Bastia, conseiller d'arrondissement                                                                             |
| 1852                                     | 1855         | Jean Augustin (Sampieru) Gavini                | Bonapartiste                                                   | Avocat à Bastia |
| 1855                                     | 1861         | M. Casale                                      |                                                                | Avocat |
| 1861                                     | 1875 (décès) | Jean Augustin (Sampieru) Gavini                | Bonapartiste                                                   | Avocat à Bastia Député (1862-1870) |
| 1875                                     | 1880         | Bernardin Rossi (1815-1896)                    | Droite                                                         | Ancien magistrat, Campile |
| 1880                                     | 1886         | Denis Gavini                                   | Appel au peuple (Bonapartiste)                                 | Avocat Ancien Préfet Député (1849-1851, 1871-1885)                                                                                              |
| 1886                                     | 1892         | Antoine Gavini                                 | Bonapartiste                                                   | Avocat Député (1889-1898) Elu en 1892 dans le Canton de Bastia-Terravecchia                                                                     |
| 1892                                     | 1898         | Auguste Gaudin                                 |                                                                | Maire de Bastia (1888-1912) |
| 1898                                     | 1926 (décès) | Antoine Gavini                                 | Bonapartiste puis rallié à la République puis Rad.ind. puis RG | Avocat Maire de Campile Député (1889-1898 et 1903-1910) Sénateur (1912-1920) Député (1919-1924)                                                 |
| 1926                                     | 1940         | Jacques Gavini                                 | RG                                                             | Ingénieur de l'École Centrale, propriétaire à Campile                                                                                           |
|                                          |              |                                                |                                                                | |
| 1945                                     | 1949         | Charles Filippi                                | PCF                                                            | Facteur, ancien résistant, Campile |
| 1949                                     | 1961         | Jacques Gavini                                 | CNIP                                                           | Ingénieur Maire de Campile (1953-1964) Député (1945-1962) Secrétaire d'État (1951-1954)                                                         |
| 1961                                     | 1967         | Jean-Augustin Raffaelli                        | Rad.                                                           | Maire d'Ortiporio |
| 1967                                     | 1971 (décès) | Catherine Hauvespre-Gavini (fille de J.Gavini) | CD (exclue en 1968) puis DVD                                   | Maire de Campile |
| 19 avril 1971                            | 1973         | Alain Hauvespre (fils de la précédente)        | Ind.                                                           | |
| Les données manquantes sont à compléter. |              |                                                |                                                                | |

### Conseillers d'arrondissement du canton de Campile (de 1833 à 1940)
| Période                                  | Période           | Identité                                             | Étiquette       | Qualité |
| ---------------------------------------- | ----------------- | ---------------------------------------------------- | --------------- | --- |
| 1833                                     | 1845              | Giacomo Antonio (Jacques Antoine) Gavini (1794-1859) |                 | Juge de paix à Campile                                                                                      |
| 1845                                     | 1852              | Émile Cristofini                                     |                 | |
| 1852                                     | 1864              | Charles-André Vecchioni                              |                 | |
| 1864                                     | 1870              | Jean-François Pasqualini                             |                 | |
| 1870                                     |                   | M. Mariotti                                          |                 | Maire de Campile                                                                                            |
| avant 1877                               | 1880              | François-Xavier Valliccioni                          |                 | Propriétaire, maire d'Olmo                                                                                  |
| 1880                                     |                   | Mathieu Cristofini                                   |                 | Maire de Penta-Acquatella                                                                                   |
|                                          |                   |                                                      |                 | |
|                                          | 1884 (annulation) | M. Antonsanti                                        |                 | |
|                                          |                   |                                                      |                 | |
| 1895                                     |                   | François Mattéi                                      |                 | Propriétaire à Penta-Acquatella                                                                             |
|                                          |                   |                                                      |                 | |
| 1913                                     | 1919              | Charles Pasqualini                                   |                 | Avocat, rentier, propriétaire à Bastia                                                                      |
| 1919                                     | 1937              | Louis Salvetti                                       | RG              | |
| 1937                                     | 1940              | M. Pasqualini                                        | Front Populaire | |
| 1940                                     |                   |                                                      |                 | Les conseils d'arrondissement ont été suspendus par la loi du 12 octobre 1940 et n'ont jamais été réactivés |
| Les données manquantes sont à compléter. |                   |                                                      |                 | |

### Conseillers généraux du canton de Campitello (1833-1973)
- De 1833 à 1848, les cantons de Borgo et de Campitello avaient le même conseiller général. Le nombre de conseillers généraux était limité à 30 par département[3].

| Période                                  | Période          | Identité                                      | Étiquette                     | Qualité                                                                                                   |
| ---------------------------------------- | ---------------- | --------------------------------------------- | ----------------------------- | --- |
| 1833                                     | 1839             | Jacques Antoine Gavini de Campile (1790-1859) |                               | Conseiller à la Cour royale de Bastia Elu en 1846 dans le Canton de Campile et dans le Canton de La Porta |
| 1839                                     | 1848             | Matthieu Luzi                                 |                               | Propriétaire, maire de Biguglia Juge de paix à Borgo                                                      |
| 1848                                     | 1852             | André Cacciaguerra                            |                               | Avocat et propriétaire à Volpajola                                                                        |
| 1852                                     | 1858             | Joseph Casale                                 |                               | Avocat |
| 1858                                     | 1867             | Andrea Cacciaguerra                           |                               | Juge de paix du canton de Campitello                                                                      |
| 1867                                     | 1871             | Jean-Baptiste Giraud                          |                               | Colonel, Bastia                                                                                           |
| 1871                                     | 1880             | César Mariotti                                | Droite                        | Maire de Campile                                                                                          |
| 1880                                     | 1887             | Jean-Félix Graziani                           | Républicain                   | Propriétaire, suppléant du juge de paix à Campitello                                                      |
| 1887                                     | 1898             | Joseph Luce de Casabianca                     | Républicain (Gauche radicale) | Maire de Venzolasca Propriétaire à Bastia Député (1893-1898)                                              |
| 1898                                     | 1905 (démission) | Mathieu Pierangeli                            |                               | Propriétaire à Bastia                                                                                     |
| 1905                                     | 1910             | Antoine Santacroce                            | Républicain de droite         | Abbé à Olmo                                                                                               |
| 1910                                     | 1913 (démission) | Achille Bagnoli                               | RG                            | Maire de Campitello (1915-1918)                                                                           |
| 1913                                     | 1916 (décès)     | Pierre-Paul de Casabianca                     | Républicain (Gauche radicale) | Avocat - Sénateur (1885-1903)                                                                             |
| 1916                                     | 1919             | siège vacant                                  |                               | |
| 1919                                     | 1922             | M. Simonpiéri                                 |                               | |
| 1922                                     | 1928             | Pierre Toussaint Bagnoli                      |                               | Juge de paix à Campitello                                                                                 |
| 1928                                     | 1940             | Georges Franchi                               | RG                            | |
|                                          |                  |                                               |                               | |
| 1945                                     | 1951             | Léonard de Peretti                            | CNIP Gaviniste                | Directeur de la caisse mutuelle d'allocations familiales agricoles Maire de Volpajola                     |
| 1951                                     | 1961             | M. Raffali                                    | Rad.                          | |
| 1961                                     | 1973             | Paul-Laurent Filippi                          | RI                            | Médecin, maire de Vivario                                                                                 |
| Les données manquantes sont à compléter. |                  |                                               |                               | |

### Conseillers d'arrondissement du canton de Campitello (de 1833 à 1940)
| Période                                  | Période      | Identité                          | Étiquette    | Qualité |
| ---------------------------------------- | ------------ | --------------------------------- | ------------ | --- |
| 1833                                     |              | M. Cacciaguerra                   |              | Propriétaire à Volpajola                                                                                    |
|                                          |              |                                   |              | |
| 1845                                     | 1852         | Ours-Félix Cacciaguerra           |              | Propriétaire à Volpajola                                                                                    |
| 1852                                     | 1855         | Jean-Sale Ciavatti                |              | |
| 1855                                     |              | Ange-Félix Graziani               |              | Maire de Campitello                                                                                         |
|                                          |              |                                   |              | |
| avant 1877                               | 1880         | Antoine-Joseph Mazzoni            |              | Maire de Lento                                                                                              |
| 1880                                     |              | Paul-Marie Ciavatti               |              | Huissier, propriétaire à Lento                                                                              |
|                                          |              |                                   |              | |
|                                          | 1890 (décès) | Simon Jacques Vittini (1850-1890) |              | Cultivateur à Bigorno                                                                                       |
|                                          |              |                                   |              | |
| 1892                                     | 1895         | Noël Clavesani                    |              | Maire de Canavaggia                                                                                         |
| 1895                                     |              | Auguste Luca                      |              | |
|                                          |              |                                   |              | |
| 1907                                     | 1919         | Antoine Bagnoli                   |              | Adjoint au maire de Campitello                                                                              |
| 1919                                     |              | M. Fiorini                        |              | |
|                                          |              |                                   |              | |
|                                          | 1937         | M. Nacelli                        |              | |
| 1937                                     | 1940         | M. Pasqualini                     | Parti Landry | |
| 1940                                     |              |                                   |              | Les conseils d'arrondissement ont été suspendus par la loi du 12 octobre 1940 et n'ont jamais été réactivés |
| Les données manquantes sont à compléter. |              |                                   |              | |

### Conseillers généraux du Canton d'Alto-di-Casaconi (1973-2015)
| Période                                  | Période | Identité             | Étiquette                              | Qualité                                                 |
| ---------------------------------------- | ------- | -------------------- | -------------------------------------- | ------------------------------------------------------- |
| 1973                                     | 1979    | Paul-Laurent Filippi | RI puis UDF                            | Médecin, maire de Vivario                               |
| 1979                                     | 1998    | François Albertini   | MRG puis DVG                           | Médecin Suppléant du député Jean Zuccarelli (1981-1986) |
| 1998                                     | 2011    | François Pancrazi    | DVD puis Union Libérale de Progrès UMP | Retraité Maire de Monte                                 |
| 2011                                     | 2015    | Jean-Marie Vecchioni | DVG                                    | Agriculteur Maire de Campile                            |
| Les données manquantes sont à compléter. |         |                      |                                        |                                                         |

## Composition
| Communes              | Population (2012) | Code postal | Code Insee |
| --------------------- | ----------------- | ----------- | ---------- |
| Bigorno               | 77                | 20252       | 2B036      |
| Campile               | 188               | 20290       | 2B054      |
| Campitello            | 105               | 20252       | 2B055      |
| Canavaggia            | 110               | 20235       | 2B059      |
| Crocicchia            | 45                | 20290       | 2B102      |
| Lento                 | 116               | 20252       | 2B140      |
| Monte                 | 567               | 20214       | 2B166      |
| Olmo                  | 200               | 20290       | 2B192      |
| Ortiporio             | 126               | 20290       | 2B195      |
| Penta-Acquatella      | 42                | 20290       | 2B206      |
| Prunelli-di-Casacconi | 162               | 20290       | 2B250      |
| Scolca                | 99                | 20290       | 2B274      |
| Volpajola             | 433               | 20290       | 2B355      |

## Démographie
| 1975  | 1982  | 1990  | 1999  | 2006  | 2011  | 2012  |
| ----- | ----- | ----- | ----- | ----- | ----- | ----- |
| 2 020 | 1 810 | 1 561 | 1 974 | 2 186 | 2 318 | 2 332 |